# Horlacher Saxi
Der Horlacher Saxi (Saxi Kurier InnoVan) ist ein Elektroauto, dessen Konstruktion von der Horlacher AG aus Möhlin in der Schweiz stammt.
Er wurde von Max Horlacher als städtisches Kurzstreckenfahrzeug zum Personen- oder Gütertransport entworfen.
Der Saxi ist 20 cm kürzer als ein Smart und bietet ausreichend Platz für den Fahrer und vier weitere Fahrgäste, die seitlich auf den Batteriekästen sitzen. Als Zugang dient die elektrische Doppelschiebetür im Heck. Die selbsttragende Karosserie ist aus GFK-Material in Sandwichbauweise gefertigt, der vorne eingebaute Elektromotor treibt über ein fest untersetztes Getriebe die Vorderachse an.
Vom Saxi wurden 1996 neben einem Prototyp zehn Fahrzeuge von einer Firmengruppe (u. a. Trapos AG, Schmuhl GmbH) aufwändig für die Leipziger Messe angefertigt und dann sukzessive an Privatleute verkauft.

## Technische Daten
- Baujahr 1996
- Maße: 237 cm × 150 cm × 188,5 cm (L×B×H)
- Sitze: 2/4/5 (je nach Zulassung)
- Leergewicht (incl. Akku): 775 kg
- zul. Gesamtgewicht: 1100 kg
- Höchstgeschwindigkeit: 80 km/h
- Batterie: Bleigel 144–168 V, 50Ah/C5
- Motor: Asynchron GT-20/DKF112 mit 14/12 kW bei 5920/min
- Motorsteuerung: Brusa AMC325
- Ladegerät: Brusa NGL412
- Getriebe: Comex 1:10
- Reifen: 145/60R14 67L, 3,5Jx14H2,ET28mm (Spezialanfertigung)

## Erfahrungswerte
- Reichweite: 50 km (neue Bleigel-Akkus mit 20 °C)
- Verbrauch: 12–18 kWh/100 km
- Ladezeit: ca. 3 h (80 %)

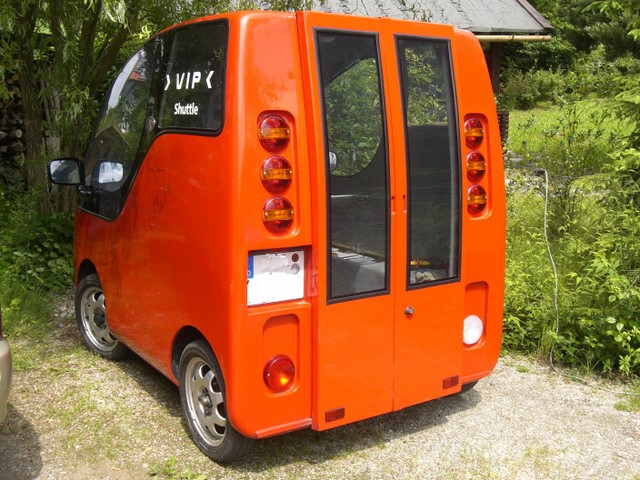
Hinterseite des Elektroautos Horlacher Saxi Kurier
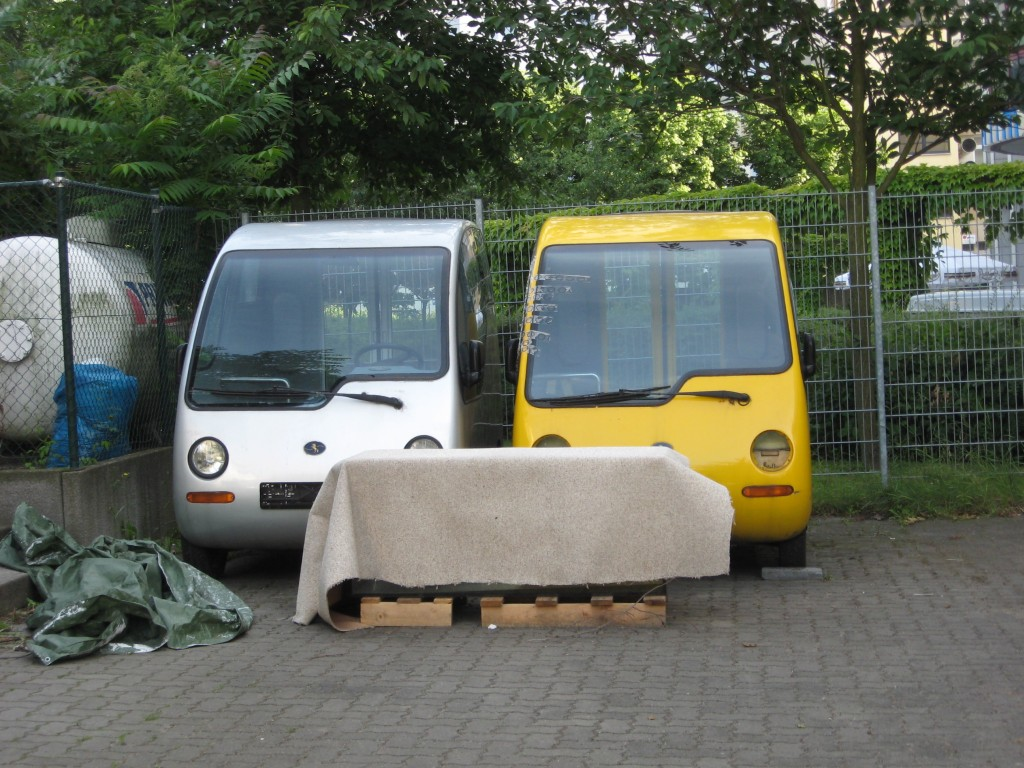
Zwei Horlacher Saxi in Magdeburg
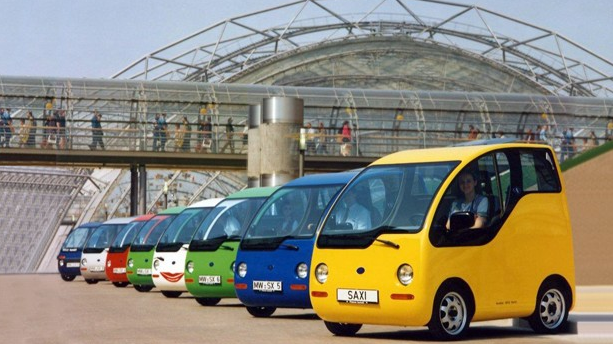
Alle Saxis vor der Leipziger Messe